# Rubus fuscicortex
Rubus fuscicortex är en rosväxtart som beskrevs av Henri L. Sudre. Rubus fuscicortex ingår i släktet rubusar, och familjen rosväxter. Inga underarter finns listade i Catalogue of Life.